# حزب آزادی و عدالت روسیه
حزب آزادی و عدالت (روسی: Российская партия свободы и справедливости; РПСС (RPFJ ؛) یک حزب سیاسی در روسیه است که در سال ۲۰۱۲ به عنوان حزب کمونیست عدالت اجتماعی تأسیس و ثبت شده‌است. این حزب با مشارکت رهبر حزب دموکرات روسیه و سیاست‌مدار آندری بوگدانف ایجاد شد.
در انتخابات سال ۲۰۱۳ در ولگوگراد، این حزب با ۵٫۰۴٪ (۹۰۵۵ رأی) حد نصاب انتخاباتی را بدست آورد و یک کرسی در پارلمان شهر کسب کرد.
در سال ۲۰۱۴، بوگنادوف رهبر حزب شد و جانشین یوری موروزوف در این پست شد. آندره برژنف، نوه دبیرکل حزب کمونیست اتحاد جماهیر شوروی لئونید برژنف، به عنوان دبیر اول کمیته مرکزی حزب انتخاب شد. در انتخابات امسال، برژنف نامزد پارلمان کریمه و سواستوپل بود اما حزب هیچ کرسی به دست نیاورد.
حزب کمونیست فدراسیون روسیه (KPRF) این حزب را ایجاد شده توسط و روسیه متحد برای جلب آرا خواند.
در آوریل ۲۰۲۱، این حزب به حزب آزادی و عدالت روسیه تغییر نام یافت. کنستانتین ریکوف رئیس حزب شد و ماکسیم شوچنکو رهبر شد.